# ایفانادیانا (بخش)
ایفانادیانا (به لاتین: Ifanadiana) یک بخش‌های ماداگاسکار در ماداگاسکار است که در واتوواوی-فیتووینانی واقع شده‌است.